# Nadjezjda Zacharova
Nadjezjda Zacharova, född den 9 februari 1945 i Holovyne, Ukrainska SSR, Sovjetunionen, är en sovjetisk basketspelare som var med och tog OS-guld 1976 i Montréal. Detta var första gången dambasket var med på det olympiska programmet. 